# Kurin, Bahmaci
Kurin (în ucraineană Курінь) este localitatea de reședință a comunei Kurin din raionul Bahmaci, regiunea Cernihiv, Ucraina. În secolul al XIX-lea, Kurin făcea parte din volostul Bahmaci, uezdul Konotop.

## Demografie
Componența lingvistică a localității Kurin
     Ucraineană (98,78%)
     Rusă (1,12%)
     Alte limbi (0,07%)
Conform recensământului din 2001, majoritatea populației localității Kurin era vorbitoare de ucraineană (98,78%), existând în minoritate și vorbitori de rusă (1,12%).